# Marija I. od Auvergnea
Marija (francuski Marie; rujan 1376. – 7. kolovoza 1437.) bila je suo iure grofica Auvergnea i Boulognea 1424. 1437., naslijedivši sestričnu Ivanu II., groficu Auvergnea.
Marija je rođena 1376. kao jedino dijete Gotfrida od Auvergnea, gospodara Montgascona i Ivane de Ventadour, koja je umrla ubrzo nakon Marijina rođenja. Gotfrid se ponovno oženio, Blankom de Bouteiller de Senlis.
Marija se udala za Bertranda IV., gospodara de La Toura. Bertrand je umro 1423. godine.
Budući da je Ivana II., grofica Auvergnea bila bez djece, Auvergne i Boulogne postali su Marijino vlasništvo.
Bertrand i Marija dobili su Bertranda V. de La Toura, Ivanu, Izabelu i Lujzu.